# فرانك كوغينز
فرانك كوغينز (بالإنجليزية: Frank Coggins)‏ هو لاعب كرة قاعدة أمريكي، ولد في 22 مايو 1944 في غريفين في الولايات المتحدة، وتوفي في 30 أكتوبر 1994 في أتلانتا في الولايات المتحدة.

## وصلات خارجية
- فرانك كوغينز على موقع الدوري الياباني لكرة القاعدة (الإنجليزية)
- فرانك كوغينز على موقعبيزبول رفرنس.كوم (الدوري الرئيسي) (الإنجليزية)
- فرانك كوغينز على موقع إي إس بي إن.كوم (أم.أل.بي) (الإنجليزية)
- فرانك كوغينز على موقع مشجعي الرسوم البيانية (الإنجليزية)